# Sea Wolf - Il lupo di mare
Sea Wolf - Il lupo di mare (Der Seewolf) è un film TV del 2008 diretto da Christoph Schrewe, tratto dal romanzo Il lupo dei mari di Jack London.

## Trama
Il capitano Wolf Larsen, soprannominato "Sea wolf", è al comando della Ghost, una nave sulla quale è imbarcato un manipolo di marinai pronti a tutto. Un giorno Larsen decide di prendere a bordo Humphrey Van Weyden, un critico letterario vittima di un naufragio. Humprey invece di essere lasciato al porto successivo viene costretto dal capitano a lavorare come mozzo nel suo equipaggio ma, con il tempo, egli diventa un pericolo per Larsen.